# Carré trimagique
En mathématiques, un carré trimagique est un carré multimagique qui reste magique si tous les nombres qu'il contient sont élevés au carré ou au cube. Les carrés trimagiques d'ordre 12, 32, 64, 81 et 128 ont été découverts tardivement ; le seul carré trimagique connu d'ordre 12, donné ci-dessous, fut trouvé en juin 2002 par le mathématicien allemand Walter Trump (en).